# Refuge du Col-Abbot
Le refuge du Col-Abbot (anglais : Abbot Pass Hut) est un refuge de montagne situé près du col Abbot (en) dans le parc national de Banff en Alberta (Canada). Il est situé dans le chaînon Bow entre les monts Victoria (en) et Lefroy (en) près de la ligne continentale de partage des eaux à une altitude de 2 926 m, ce qui en fait la seconde plus haute habitation du Canada après le refuge Neil Colgan. Il a été désigné lieu historique national du Canada en 1992 et classé édifice fédéral du patrimoine en 1999. Il est maintenu par le club alpin du Canada.